# 广阳岛
广阳岛又名广阳坝、广阳洲，是中華人民共和國重庆市南岸区铜锣山、明月山之间的长江河段上的一個江心岛，也是长江上游面积最大的江心岛，面积6.44平方公里。广阳岛岛上有超过4000平方米的可追溯到新石器时期的人类生活遗址。广阳岛上的生態曾因開發而遭到破壞。2019年8月，重庆市人大常委会通过的《关于加强广阳岛片区规划管理的决定》，將廣陽島定位為生態島。2019年10月，广阳岛生态修复项目动工，2020年8月22日，修复项目完工並對遊客開放。